# Гавайи 5.0 (4-й сезон)
Четвёртый сезон американского телесериала «Гавайи 5.0», премьера которого состоялась на канале CBS 27 сентября 2013 года, а заключительная серия вышла 9 мая 2014 года, состоит из 22 эпизодов. Шоу является ремейком телесериала 1968-80 годов.
Телесериал был разработан Питером М. Ленковым, Алексом Куртцманом и Роберто Орси. Сериал рассказывает о работе специального подразделения полиции под руководством бывшего морского офицера Стива Макгарретта (Алекс О’Лафлин) на Оаху.

## В ролях

### Основной состав
- Алекс О’Лафлин — Стив Макгарретт
- Скотт Каан — Дэнни «Дэнно» Уильямс
- Дэниел Дэ Ким — Чин Хо Келли
- Грейс Пак — Коно Калакауа
- Маси Ока — доктор Макс Бергман
- Мишель Борт — Кэтрин Роллинз
- Чи Макбрайд — Лу Гровер

### Второстепенный состав
| - Тэйлор Уайли — Камекона - Деннис Чун — сержант Дюк Лукела - Марк Дакаскос — Во Фат - Иэн Энтони Дейл — Адам Ношимури - Тейлор Грубс — Грейс Уильямс - Джастин Брюнинг — Уильям Харрингтон - Отем Ризер — доктор Габриэль Асано - Терри О’Куинн — Джо Уайт | - Румер Уиллис — Сабрина Лейн - Брайан Янг — Чарли Фонг - Тэрин Мэннинг — Мэри Энн Макгарретт - Ричард Т. Джонс — губернатор Сэм Деннинг - Хорхе Гарсиа — Джерри Ортега - Xzibit — Джейсон Деккер - Ник Джонас — Иэн Райт |

## Эпизоды
| № общий | № в сезоне | Название                                        | Режиссёр            | Автор сценария                                                                      | Дата премьеры    | Произв. код | Зрители в США (млн) |
| --- | ---------- | ----------------------------------------------- | ------------------- | ----------------------------------------------------------------------------------- | ---------------- | ----------- | ------------------- |
| 72 | 1          | «Aloha Ke Kahi I Ke Kahi» «Мы нужны друг другу» | Брайан Спайсер      | Питер М. Ленков и Кен Соларш                                                        | 27 сентября 2013 | 401         | 9,46                |
| Макгаррет и Во Фат чудом сбегают из тюрьмы, вооруженные преступники штурмуют штаб-квартиру 5.0, Кэтрин взята в заложники. Для её спасения, Макгаррету приходится нарушить правила и столкнуться лицом к лицу с новым командиром спецназа Гровером. Местонахождение Коно и Адама раскрыто.                                                         |            |                                                 |                     |                                                                                     |                  |             |                     |
| 73 | 2          | «A'ale Ma'a Wau» «Не в своей стихии»            | Джо Данте           | Джон Дав                                                                            | 4 октября 2013   | 402         | 9,75                |
| Техасский Рейнджер прибывает на остров в поисках пропавшей дочери. После убийства шофера, встречавшего техасца, 5.0 вовлечен в расследование. Коно и Адам пытаются скрыться. |            |                                                 |                     |                                                                                     |                  |             |                     |
| 74 | 3          | «Ka 'oia'i'o ma loko» «Правда внутри»           | Дуэйн Кларк         | Стивен Лилиен и Брайан Винбрандт                                                    | 11 октября 2013  | 403         | 9,24                |
| Троица в масках убивает семейную пару, оставив в живых лишь дочь-младенца. Чин Хо вынужден обратиться к своему однокласснику, исследующему тайны и загадки истории, за помощью. В результате оказывается найдено легендарное сокровище. Роулинз увольняется со службы на флоте. Коно и Адам решают, что пора выяснить, кто и зачем их преследует. |            |                                                 |                     |                                                                                     |                  |             |                     |
| 75 | 4          | «A ia la aku» «С сегодняшнего дня...»           | Брайан Спайсер      | Кристина М. Ким и Дэвид Волков                                                      | 18 октября 2013  | 404         | 8,81                |
| Отряд 5.0 расследует убийство гостя со свадьбы, главный подозреваемый — сбежавшая невеста. Дэнни принимает важное решение касательно его отношений с Гэбби. |            |                                                 |                     |                                                                                     |                  |             |                     |
| 76 | 5          | «A ia la aku» «Падший герой»                    | Джеффри Хант        | Мойра Кирланд и Эрик Гуггенхейм                                                     | 25 октября 2013  | 405         | 9,46                |
| Рутинное задание по слежке внезапно оборачивается убийством, Кэтрин ранена, но кто-то замел все следы происшедшего. Стив и Ко пытаются найти, кто и зачем это сделал. Адаму приходится принести большую жертву для спасения Коно. |            |                                                 |                     |                                                                                     |                  |             |                     |
| 77 | 6          | «Kupouli ʻla» «Сломленный»                      | Джон Терлески       | Сью Палмер и Дэвид Волков                                                           | 1 ноября 2013    | 406         | 9,71                |
| На Гавайях Хэллоуин, убит человек, Отряд 5.0 выслеживает психопата, проводящего эксперименты над людьми. Кэтрин идет по следу преследователя Адама и Коно. Стив принимает Кэтрин в 5.0 |            |                                                 |                     |                                                                                     |                  |             |                     |
| 78 | 7          | «Ua Nalohia» «Под прикрытием»                   | Джо Данте           | История: Джон Дав и Ной Нельсон Телесценарий: Брэдли Пол                            | 8 ноября 2013    | 407         | 9,51                |
| Отряд 5.0 работает над делом об убийстве тайного агента, а также присматривает за недавно усыновленным ребенком Мэри. |            |                                                 |                     |                                                                                     |                  |             |                     |
| 79 | 8          | «Akanahe» «Партнёры поневоле»                   | Джерри Ливайн       | Стивен Лилиен и Брайан Винбрандт                                                    | 15 ноября 2013   | 408         | 9,90                |
| По приказу губернатора, для обеспечения безопасности страны, МакГаррет и Гровер работают вместе - они должны вручить судебный приказ хакеру. 5.0 выясняет судьбу Адама. Коно решает найти его во что бы то ни стало. |            |                                                 |                     |                                                                                     |                  |             |                     |
| 80 | 9          | «Ha'uoli La Ho'omoaika'i» «С днём благодарения» | Эллисон Лидди-Браун | Эрик Гуггенхейм и Мойра Киркленд                                                    | 22 ноября 2013   | 409         | 9,92                |
| Приближается День благодарения, Отряд 5.0 расследует убийство сотрудника секретной службы, в это же время на Оаху прибывает президент. Макгаррета навещает тетя Дэб и раскрывает шокирующий секрет. |            |                                                 |                     |                                                                                     |                  |             |                     |
| 81 | 10         | «Ho'onani Makuakane» «Чти отца своего»          | Ларри Тенг          | Питер M. Ленков и Кен Соларш                                                        | 13 декабря 2013  | 410         | 9,13                |
| Покушение на убийство ветерана войны в Перл-Харбор приводит Отряд 5.0 к расследованию преступления, совершенного в лагере для военнопленных на Оаху в годы Второй мировой войны. |            |                                                 |                     |                                                                                     |                  |             |                     |
| 82 | 11         | «Pukana» «Сувенир»                              | Брайан Спайсер      | Билл Хайес                                                                          | 20 декабря 2013  | 411         | 9,62                |
| Жизнь Чина подвергается опасности, когда расследование убийства указывает на то, что преступник может быть серийным убийцей. Дэнни и Грейс находят таинственную коробку на берегу Оаху. |            |                                                 |                     |                                                                                     |                  |             |                     |
| 83 | 12         | «O kela me keia manawa» «Сейчас и тогда»        | Питер Уэллер        | Джон Дав                                                                            | 10 января 2014   | 412         | 10,74               |
| Макгаррет помогает Гроверу в поиске друга, который, судя по всему, совершил убийство и исчез. Коно продолжает искать Адама. |            |                                                 |                     |                                                                                     |                  |             |                     |
| 84 | 13         | «Hana Lokomaika'i» «Услуга»                     | Сильвен Уайт        | История: Питер M. Тасслер Телесценарий: Питер M. Ленков и Кен Соларц                | 17 января 2014   | 413         | 10,63               |
| Расследуемое дело заставляет Чина вспомнить убийство отца пятнадцать лет назад, а также как его новые отношения с Малией и её семьей могут помешать расследованию. |            |                                                 |                     |                                                                                     |                  |             |                     |
| 85 | 14         | «Na Hala a ka makua» «Грехи отца»               | Питер Уэллер        | Дэвид Волков                                                                        | 31 января 2014   | 414         | 11,24               |
| Макгаррет и Дэнни похищены беглым заключенным, который намерен доказать свою невиновность. У Грейс неприятности в школе. |            |                                                 |                     |                                                                                     |                  |             |                     |
| 86 | 15         | «Pale La» «Похороненные секреты»                | Джерри Ливайн       | Мойра Кирланд Деккер                                                                | 28 февраля 2014  | 415         | 10,61               |
| Найден труп агента по продаже недвижимости. Мама Дэнни наносит неожиданный визит. |            |                                                 |                     |                                                                                     |                  |             |                     |
| 87 | 16         | «Hoku Welowelo» «Огонь в небе»                  | Джеффри Дж. Хант    | Стивен Лилиен и Брайан Винбрандт                                                    | 7 марта 2014     | 416         | 10,35               |
| Отряд 5.0 расследует тройное убийство, связанное с секретным китайским спутником. Гровер проводит время с матерью Дэнни. |            |                                                 |                     |                                                                                     |                  |             |                     |
| 88 | 17         | «Ma Lalo o ka 'ili» «В глубине»                 | Брайан Спайсер      | История: Билл Хайес Телесценарий: Джон Дав                                          | 14 марта 2014    | 417         | 9,53                |
| Перед Отрядом 5.0 стоит задача раскрыть ужасную правду в деле о девочке, пропавшей прямо из дома и её отце, получившим пулю. Дэнни пытается сделать так, чтобы его родители снова сошлись, а Джерри расшифровывает код, найденный в вещах МакГаррета.                                                                                             |            |                                                 |                     |                                                                                     |                  |             |                     |
| 89 | 18         | «Ho'i Hou» «Воссоединение»                      | Сильвен Уайт        | Кристина М. Ким                                                                     | 4 апреля 2014    | 418         | 9,67                |
| Эпизод, выбранный фанатами с помощью онлайн голосования. Чин и Джерри приходят на встречу выпускников, где происходит убийство. Во время расследования, на Чина положила глаз кокетливая одноклассница. |            |                                                 |                     |                                                                                     |                  |             |                     |
| 90 | 19         | «Ku I Ka Pili Koko» «Братья по крови»           | Майя Врвило         | История: Дэвид Волков Телесценарий: Стивен Лилиен и Брайан Винбрандт                | 11 апреля 2014   | 419         | 9,17                |
| Макгаррет и Дэнни оказываются в ловушке в обрушенном после взрыва здании. |            |                                                 |                     |                                                                                     |                  |             |                     |
| 91 | 20         | «Pe'epe'e Kanaka» «Они среди нас»               | Джефф Кадиенте      | Джон Дав                                                                            | 25 апреля 2014   | 420         | 9,26                |
| Расследование убийства выводит Отряд 5.0 на террористическую ячейку студентов-радикалов, планирующих атаку. |            |                                                 |                     |                                                                                     |                  |             |                     |
| 92 | 21         | «Makani 'Olu a Holo Malie» «Попутного ветра»    | Джеффри Дж. Хант    | История: Питер M. Ленков, Кен Соларш, Эрик Гуггенхейм Телесценарий: Эрик Гуггенхейм | 2 мая 2014       | 421         | 8,77                |
| Макгаррет и Кэтрин направляются в Афганистан, чтобы остановить движение Талибан, собирающееся причинить вред мальчику, который когда-то спас жизнь Кэтрин. |            |                                                 |                     |                                                                                     |                  |             |                     |
| 93 | 22         | «O ka Pili'Ohana ka 'Oi» «Семья прежде всего»   | Брайан Спайсер      | Питер M. Ленков и Кен Соларш                                                        | 9 мая 2014       | 422         | 9,21                |
| Дочь Гровера похищена заклятым врагом, для её спасения Гроверу приходится участвовать в краже ста миллионов долларов. Во Фат сбегает из тюрьмы и возвращается на Оаху. |            |                                                 |                     |                                                                                     |                  |             |                     |